# 马守愚
马守愚（1908年—1977年），又名马励明、马云亭、化名王振祥，山东泰安县人。中华人民共和国政治人物。

## 生平
1924年，马守愚考入山东省立第一师范，期间加入中国社会主义青年团，同年加入中国共产党，任青年团济南地方执行委员会委员，山东省立第一师范党支部书记。1925年8月，中共山东地方执行委员会派马守愚到泰安建立党组织。不久，王仲修、于赞之也被派到泰安。三人在泰安火车站发展秦少祥、孙建林为共产党员。1926年春，五人在蒿里山开会，建立了中共泰安支部，隶属中共山东地方执行委员会，马守愚担任书记，于赞之、王仲修、秦少祥任委员。同年，马守愚到曲阜二师发展，在曲阜孔庙内宣传中国共产党。同年夏，中共山东省立第二师范学校支部建立，马守愚为负责人。不久，马守愚离校，由巩长富继任。
1927年8月，武冠英、李鹤年等人以泰安火车站、东向镇、卫驾庄等党支部为基础，在东向镇建立中共泰安县委，隶属中共山东省委，马守愚担任书记。同年9月，建立泰莱新区委，担任区委书记。此后担任青岛团市委书记。1929年于青岛被捕，被判刑6个月；出狱后赴上海，中共中央派其到东北主持中共满州省委工作，兼团省委负责人及中共抚顺特支书记。他到东北，与杨靖宇一同重建中共抚顺特支，但两度被破坏。1929年8月30日，由于范青叛变，马守愚、杨靖宇两人在抚顺居住地福合客栈先后被捕。1931年，马守愚出狱后入北平民国学院学习，脱离共产党，次年赴日本留学，加入醒狮派。回国后担任北平东北大学讲师兼天津扶轮高商教员。抗日战争爆发后，到国民党程潜部任总务科长、财政部税务视察、军需署专员，后随程潜起义。任长沙专署、湘潭专署建设科科员、财委会统计员。反右运动时，被划为右派。1977年去世。1979年12月，湘潭市委决定改正马云亭同志原划右派分子问题，恢复名誉。